# Brouillage radio
Pour les articles homonymes, voir brouillage.

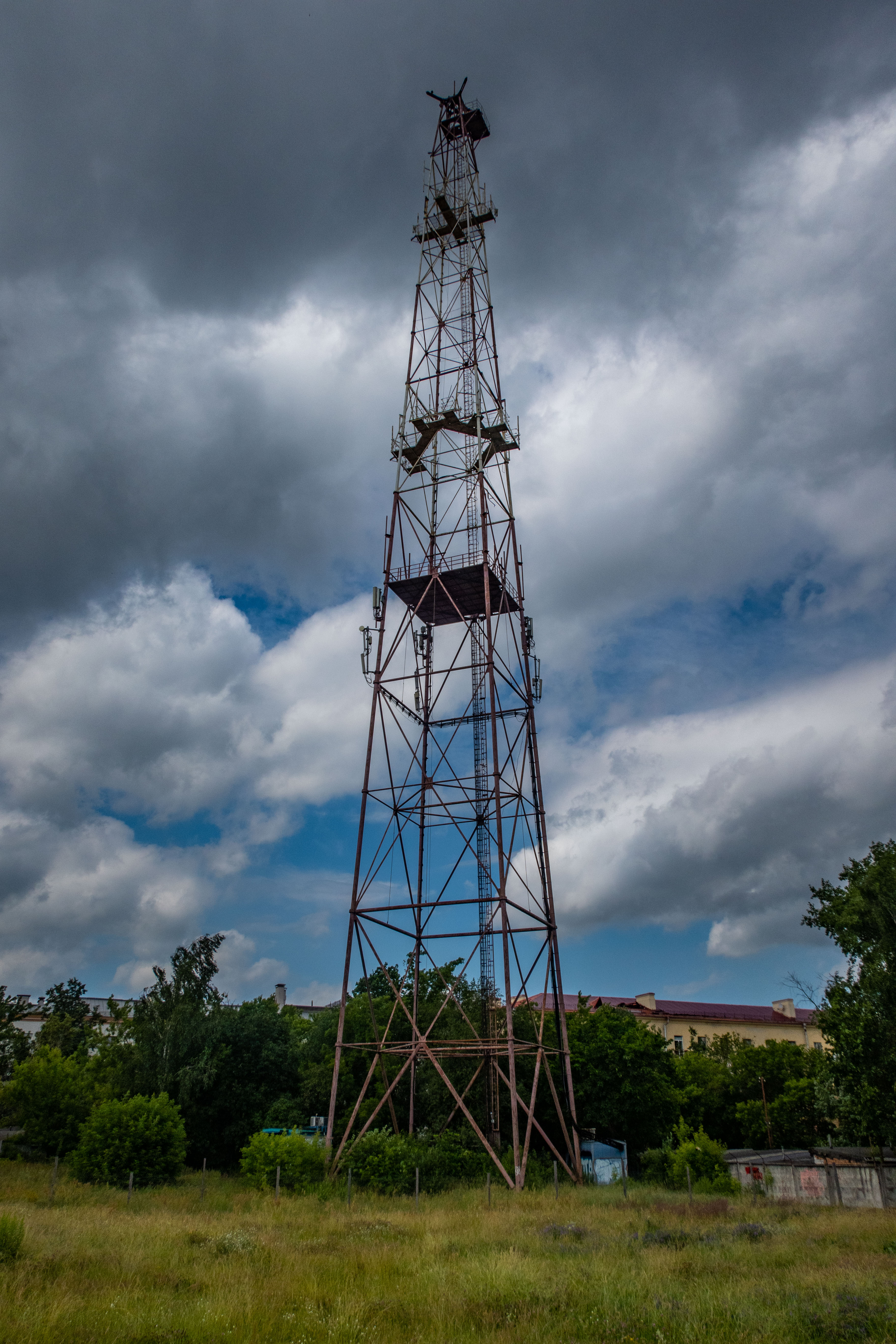
Brouillage radio

Le brouillage radio est une technique de transmission d'un signal radio, visant à interrompre, souvent volontairement, des communications, en diminuant le rapport signal sur bruit. Des brouillages non intentionnels peuvent survenir lorsqu'un opérateur transmet des ondes sur une fréquence occupée, sans avoir vérifié préalablement l'utilisation de la fréquence, ou en n'ayant pas réussi à entendre de station sur cette fréquence. Ce concept peut être utilisé dans les réseaux sans fil pour empêcher l'information de passer. Il s'agit d'un moyen courant de censure dans les régimes totalitaires, où les stations radios étrangères situées à proximité du pays sont brouillées, pour qu'elles ne puissent pas atteindre les habitants.

## Méthode
Le brouillage des communications internationales vise habituellement les ondes radio pour perturber la direction d'une bataille. Un émetteur, réglé sur la même fréquence et le même type de modulation que ceux du récepteur de l'ennemi, peut, s'il est assez puissant, annuler tout signal reçu. Le but de cette forme de brouillage est d'empêcher la réception des signaux émis. Cette forme de brouillage peut se manifester d'une manière évidente ou subtile.
Le brouillage flagrant se décèle facilement parce qu'on peut l'entendre au récepteur. Des formes courantes comprennent des bruits aléatoires, tons, musique (souvent déformée) et des sons enregistrés. Par exemple, la Chine, qui utilisait beaucoup le brouillage et l'utilise encore, passe une musique chinoise traditionnelle en boucle. Une des premières tentatives soviétiques diffusait le bruit du groupe électrogène qui alimentait le brouilleur.
Le brouillage subtil ne s'entend pas au récepteur. Le poste ne reçoit pas de signal et pourtant l'opérateur croit que tout est normal. Ce sont souvent des attaques techniques contre les appareils modernes, comme la capture squelch (capture ventouse). Des diffusions en fréquence modulée peuvent être brouillées, à l'insu du destinataire, par une simple porteuse non modulée.

## Histoire
Pendant la Seconde Guerre mondiale, les opérateurs au sol essayaient d'induire les pilotes en erreur par des instructions prononcées dans leur propre langue, ce qui constitue une ruse plutôt qu'un véritable brouillage. Le brouillage des radars joue un rôle important en perturbant le guidage de missiles ou avions hostiles. Les techniques modernes de communication protégée emploient des moyens tels que la modulation par étalement de spectre afin de résister aux effets nuisibles de brouillage.
Le brouillage des stations de radio étrangères a souvent lieu en temps de guerre (et de relations tendues) pour empêcher les citoyens d'écouter les diffusions de l'ennemi. Cependant, ce moyen de brouillage a une efficacité limitée, puisque les stations concernées tendent à changer de fréquence, ajouter des fréquences ou à augmenter la puissance de transmission.
Les gouvernements d'Allemagne (au cours de la 2GM), Israël, Cuba, Irak, Iran (guerre Iran-Irak 1980-1988), Chine, Corée du Sud et du Nord et plusieurs pays latino-américains utilisaient ces brouillages. Des mesures ont aussi été prises par l'Irlande contre les stations pirates comme Radio Nova. Le gouvernement britannique utilisait deux émetteurs pour brouiller la station au large, Radio North Sea International, en 1970.

### Seconde Guerre mondiale
Dans les territoires occupés de l'Europe, les Nazis entreprenaient de brouiller les diffusions de la BBC et d'autres stations alliées, notamment à l'aide de véhicules équipés de matériel radiogoniométrique (« voitures-gonio » ou « camions-gonio »). Le brouillage radio allemand, identifié notamment par l'interférence ondulante caractéristique qu'il produisait (surnommée « la moulinette » et cité maintes fois depuis, et fameusement parodié par Coluche qui reproduisait le son avec les dents d'un peigne), est devenu dans la culture contemporaine un symbole de la vie en France sous l'Occupation allemande. Conjointement à une augmentation de la puissance de transmission et l'ajout de fréquences supplémentaires, des dépliants étaient largués avec des instructions pour construire une antenne directive afin d'essayer de contrebalancer le brouillage en permettant d'écouter les stations malgré tout. Les Néerlandais surnommaient ces antennes « moffenzeef », signifiant tamis de Fritz.

### Époque de la guerre froide
Pendant une grande partie de la guerre froide, le brouillage soviétique (et du Bloc de l'Est) de certains diffuseurs occidentaux aboutit à une situation où les diffuseurs comme les brouilleurs augmentaient leur puissance de transmission, utilisaient des antennes hautement directives et ajoutaient des fréquences supplémentaires aux bandes en ondes courtes, déjà surchargées, à tel point que de nombreux diffuseurs non ciblés par les brouilleurs (y compris ceux de sympathie soviétique) souffraient du bruit et des interférences élevés
Une autre méthode consistait à régler les émetteurs des stations domestiques sur une fréquence identique à celle de la cible à brouiller. Par exemple, pendant des années, l'Allemagne de l'Est émettait à Wiederau sur les mêmes ondes moyennes (575 kHz) que celles du mât de Mühlacker avec une puissance de 100 kW, qui rendait la réception de ce dernier difficile dans une grande partie de l'Allemagne de l'Est.
La Radio Free Europe et son service jumelé Radio Liberty furent les cibles principales des brouilleurs soviétiques, suivis par la Voice of America et la BBC World Service. D'autres stations furent perturbées par les Soviétiques : Deutsche Welle et par intermittence Radio Vatican, Kol Yisrael et Radio Canada International. Généralement le brouillage n'avait lieu que lors de diffusions dans les langues largement parlées à l'Est (le russe, le polonais, le tchèque, le lituanien…). Des émissions dans les langues principales de l'Europe occidentale n'étaient guère confrontées au brouillage intentionnel.
À certaines périodes la Chine et l'URSS brouillaient les émissions l'une de l'autre. De plus, par moments, l'URSS brouillait les émissions albanaises.

### Après guerre froide

#### Chine
On suppose que la Chine utilise des antennes ALLISS, utilisant la reflexion ionosphérique, pour empêcher les stations étrangères de diffuser en Chine.

#### Iran
L'Iran a souvent utilisé le brouillage de télévision par satellite (en plus du filtrage de l'Internet et restrictions sur le débit télaire[Quoi ?] parmi d'autres méthodes) comme stratégie pour contrecarrer les conséquences de la liberté d'expression de la dernière décennie. La plupart des brouillages eurent lieu en 2009 après l'élection présidentielle controversée pour contrôler le flux d'actualités au sujet des manifestations. Bien que les autorités orientent les restrictions aux chaînes d'information ou de politique, la chaîne non politique perse Farsi1, diffuseur d'émissions populaires, fut brouillée début 2010. Le régime iranien prétendit que le but était de protéger ses citoyens contre les valeurs non islamiques.